# بحيرة إشكل
بحيرة إشكل هي بحيرة تقع في محمية إشكل. تتصل بحيرة إشكل بالبحر الأبيض المتوسط عن طريق البحيرة الشاطئية لبنزرت. وتبلغ مساحتها 12600 هكتارًا.
تصب في البحيرة ستة أودية لستة أنواع رئيسية من المياه العذبة القادمة من وادي دويميس، وادي سجنان، وادي ملاح، وادي غزالة، وادي جومين ووادي تينجة، مما يتسبب في ارتفاع نسبة الماء في البحيرة وانخفاض في نسبة الملوحة. ترتفع في الصيف درجة ملوحة البحيرة لتفوق نسبة 50 غ/ ل نظرًا لقلة المياه الآتية من الأمطار ونظرًا لارتفاع نسبة التبخر ودخول المياه الـمالحة من جهة بنزرت.
كانت بحيرة إشكل من سنة 1958 إلى سنة 1998 تحت عناية الديوان الوطني للصيد البحري، مع وجود فترة انتقالية عملت فيها تحت إشراف وكالة الموانئ والبيِئة التحتية المينائية بتروكلت بعد ذلك إلى شركة خاصة للاستغلال وهي شركة تونس للبحيرة الشاطئية.
صنفت منظمة اليونسكو بحيرة إشكل ضمن التراث الإنساني واعتمدتها تونس محمية طبيعية باعتبارها تحتوي على أسماك نادرة ونحو 200 ألف طائر.